# كلبي دليلي (فلم)
كلبي دليلي فيلم مصري عرض عام 2013.
تاريخ عرض الفيلم يوافق عشية عيد الفطر لسنة 1434 هـ. واسم الفيلم هو محاكاة ساخرة لاسم الفيلم المُنتج عام 1947 قلبي دليلي.

## القصة
تدور قصة الفيلم حول ضابط الشرطة مغاوري (سامح حسين)، الذي يعيش في صعيد مصر، ثم يُنقل فجأة إلى مارينا بالساحل الشمالي، وما عليه هناك إلا إثبات ذاته كضابط يحتذى به أمام الضباط وإشادة رئيسه بأدائه، إلى جانب ذلك يجد (مغاوري) نفسه واقعًا في حب فتاة تختلف عنه تمامًا في كل شيء.

## القصة الكاملة
ضابط البوليس مغاورى البيشبيشى(سامح حسين)رئيس نقطة البيشبيشى
التابعة لمركز ملوى، محافظة المنيا، صعيدى قح يعانى من قلة البلاغات وفراغ
حجز النقطة من المتهمين، فيحاول اثارة الفتنة بين العائلات لتزيد الحصيلة
من الجرائم، فلما فشل خرج على الطريق واقام كمينا للسيارات، فإصطدم
بعضو لمجلس الشعب(منير مكرم)أساء معاملته، فكان سببا لسعى المسئولين
لإبعاد مغاورى بنقله لمكان هادئ لايتمكن فيه من الاصطدام مع احدا من
المسئولين، فتم نقله لقسم شرطة قرية مارينا بالساحل الشمالى حيث التعامل
مع علية القوم، فأخذ معه العسكرى خميس عوضين(سليمان عيد)والعسكرى
جمعه محمدين(حسن عبد الفتاح)وسافر إلى مارينا ليصطدم بإحدى قاطنى
مارينا والتي كادت تدهسه بسيارتها، ثم اكتشف ان القسم خالى المشاكل 
وان العساكر نائمون وان الضابط النوبتجى مازن الجبالى(هشام إسماعيل)
يلعب الاتارى، وعندما خرج مغاورى لصلاة الفجر بالجلابية، اصطدم بالشباب
الساهر حتى الصباح والمتعاطين الخمور، ومنهم آدم عبد الحى(احمد زاهر)
النقيب السابق والمطرود لسوء سلوكه.مريم(مى كساب)ابنة المليجى الجرجاوى
(حسين أبو حجاج)السباك السابق والذي حصل عصر الانفتاح وفتح مصنعا
للسيراميك وصار من الاثرياء واقتنى شاليها في مارينا، وتحاول مريم التخفى
من اصلها البيئة لتبدو فتاة كلاس، وتفوز بعريس لقطة، فوضعت عينيها على
ادم عبد الحى، الذي طمع في ثروة ابيها، ولكن عمتها جلفدان(رجاء الجداوى)
كانت تعارض ادم زوجا لمريم، وقد سبق لجلفدان هانم(جمالات سابقا)اخذها
للطفلتين جنا وليلى والسفر بهما إلى أمريكا وتربيا هناك حيث اصبحن كلاس
عكس مريم البيئة. تفقد جنا كلبها الصغير وتذهب مع اختها ليلى للضابط
الجديد مغاورى ليبحث لهن عن الكلب المفقود، ولكن مغاورى الذي لايعلم أبناء
من هم، يعاملهم بغلظة ويطردهم، وتأتى مريم بحثا عن اختيها، فيضعها مغاورى
في الحجز بعد ان اكتشف انها تلك الفتاة التي كادت تدهسه بالأمس، وحينما
جاء ادم وعرفه مغاورى طرده وكاد يحتجزه، وكذلك فعل مع جلفدان هانم، والتي
اتصلت بمعارفها، فرضخ لها مغاورى واصبح كأنه ولى حميد، وبحث عن الكلب
حتى وجده وكسب تعاطف الطفلتين، وكذلك جلفدان هانم، وانبهرمغاورى بالحياة
الجديدة، وأحب مريم، التي إستغلته لإستثارة غيرة آدم، ويحاول الاخير ان يوقع
بين مغاورى ومريم، فيلتقط بعض الصور المثيرة لمغاورى والفتاة اللعوب صديقة 
ادم(إيناس النجار)وينجح في ذلك، ولكن الضابط مازن يلتقط بعض الصور
لأدم في احضان صديقته اللعوب، ويعرضها على جلفدان هانم ومريم، ويتم طرد
آدم، ويتزوج مغاورى من مريم بعد ان ضبطهما والدها الجرجاوى ويرغمه على
الزواج منها. (كلبى دليلى)

## هوامش
يعتبر فيلم (كلبي دليلى) هو أول بطولة مطلقة لسامح حسين في السينما، بالرغم من أنه قدم فيلم 30 فبراير عام 2012، وذلك لأنه بدأ تصوير الفيلم قبل تصوير فيلم 30 فبراير، إلا أنه تم تأجيل استكماله ليبدأ التصوير ب30 فبراير.
تم تأجيل آخر مشاهد الفيلم للفنانة (مي كساب) بسبب وفاة والدتها لتصورها بعد انتهاء فترة الحداد.

## بطولة
- سامح حسين: بدور مغاوري البشبيشي
- مي كساب: بدور مريم
- أحمد زاهر: بدور آدم عبد الحي
- ليلى أحمد زاهر: بدور ليلي
- جنا عمرو: بدور جنا
- سليمان عيد: بدور خميس
- هشام إسماعيل: بدور مازن
- حسن عبد الفتاح: بدور جمعة

## روابط خارجية
- مقالات تستعمل روابط فنية بلا صلة مع ويكي بيانات